# ソウル図書館
座標: 北緯37度33分59.06秒 東経126度58分40.16秒 / 北緯37.5664056度 東経126.9778222度
ソウル図書館（ソウルとしょかん、朝鮮語: 서울도서관）は、大韓民国ソウル特別市中区太平路に所在する公共図書館。この図書館は、ソウル特別市庁やソウル広場に面しており、ソウル交通公社1号線の市庁駅に隣接している。

## 図書館の施設など

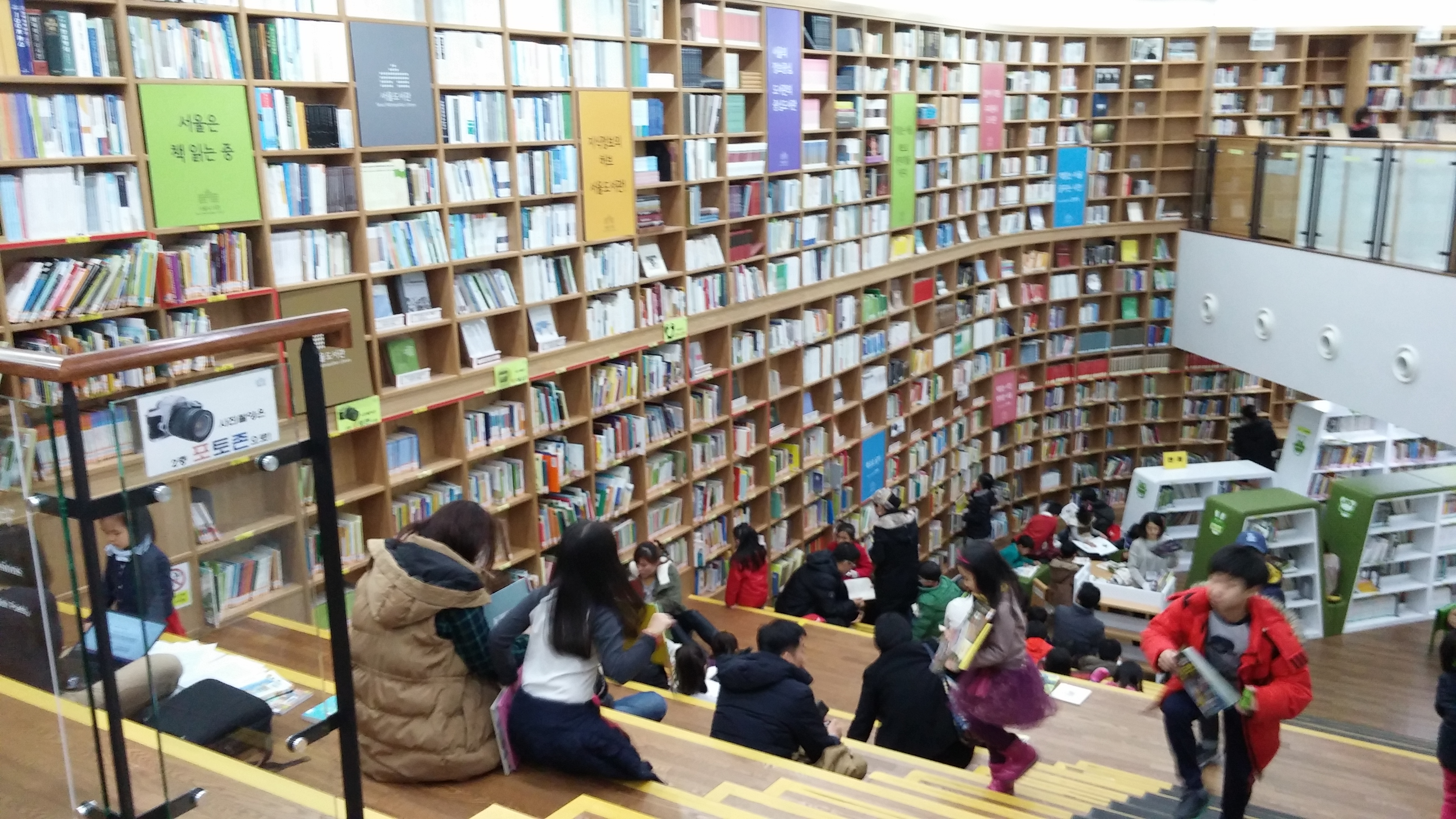
館内の光景。2014年撮影。

ソウル図書館は、蔵書20万冊、閲覧席390席、資料室7室を擁する公共図書館として、2012年10月26日に開館した。
2023年の時点で、総面積18,711平方メートルの空間に、書籍のほか、DVDやオーディオブック、定期刊行物、E-Bookなどを含め、45万点以上を所蔵するソウル図書館は、入場無料で誰でも利用できるが、貸出などのサービスは、利用登録できる市民、在勤・在学者、市内在住の外国人等に限られている。
1926年の京城府庁舎としての建設当時からの外壁とホール、中央階段がそのまま復元されており、ソウルの歴史的象徴性を活かした図書館である。3階の中央ホールには、市庁舎当時の市長室、接見室などが復元されている。
館内には、高さ5メートルの壁面書架、障害者資料室、ソウル資料室などが備えられており、ソウル市内の図書館資料を一度に把握できる統合図書検索サービスも用意されている。
館長は、地方書記官と見なされるが、地方任期制公務員と見なすこともできる。

## 歴史
この図書館の建物は、もともとは日本統治時代の1926年に、京城府庁舎として建設され、戦後は長くソウル市庁として使用された。
1975年には、大型のデジタル時計が建物に取り付けられたが、李明博がソウル特別市長だった2003年にスイスのスウォッチが提供したアナログ時計に置き換えられた。
市庁舎の建物は、6次にわたって拡張が重ねられた。北館は1962年、新館は1986年に建てられた。北館と新館は、新たな市庁舎の建設用地を確保するため、2006年に取り壊された。
本館は、2003年6月に登録文化財第52号として登録された。
新庁舎建設をめぐるコンペティションを経て、この建物は改修して図書館として再開館することになった。登録文化財であるこの建物は、20万冊の書籍を収蔵する図書館に改装された。
2012年に、市庁の機能が新しい市庁舎に移転した後、10月26日にソウル図書館が開館した。

## 公共交通機関
最寄駅である市庁駅には、ソウル交通公社の1号線と2号線が乗り入れている。